# Kevin Wert
Kevin Wert (* 10. März 1975 in Rossland, British Columbia) ist ein ehemaliger kanadischer Skirennläufer.

## Karriere
Wert feierte sein internationales Renndebüt bei den Juniorenweltmeisterschaften 1994 in Lake Placid, wobei er auf Anhieb in der Abfahrt die Goldmedaille vor Wassili Bessmelnizyn und Jason Rosener gewinnen konnte. Daraufhin durfte er am 16. März 1994 beim Weltcupfinale in Vail, Colorado sein Debüt feiern, wobei er als 24. aufgrund der Regeln des Weltcupfinales keine Punkte erhielt.
Seine ersten Punkte gewann er am 6. März 1996 mit Rang 18 bei der Abfahrt von Kvitfjell.
1998 wurde Wert überraschend für die Olympischen Winterspiele in Nagano nominiert, obwohl er im bisherigen Saisonverlauf nur zwei Weltcuprennen bestritten hatte und in keinem gepunktet hatte. In der Abfahrt belegte er den 19. Platz
Am 12. Dezember 1998 erreichte Wert mit Rang 6 in der Abfahrt von Val-d’Isère seine beste Weltcupplatzierung. Aufgrund dieser Leistung qualifizierte er sich für die Weltmeisterschaften in Vail bzw. Beaver Creek, wobei er in der Abfahrt Rang 27 belegte.
In den darauffolgenden Jahren konnte Wert jedoch nicht an diese Leistungen mehr anknüpfen. So klassierte er sich zwar regelmäßig in den Weltcuppunkten, kam dabei jedoch selten über die Top 20 hinaus.
2001 war für die Weltmeisterschaften in St. Anton am Arlberg qualifiziert, trat jedoch aus unbekannten Gründen nicht zum Abfahrtsrennen an.
Sein letztes internationales Rennen bestritt Wert am 14. Februar 2002 im Apex Mountain Resort, danach ist er nicht mehr als Rennläufer in Erscheinung getreten.

## Erfolge

### Olympische Winterspiele
- Nagano 1998: 19. Abfahrt

### Weltmeisterschaften
- Vail/Beaver Creek 1999: 27. Abfahrt
- St. Anton 2001: DNS Abfahrt

### Weltcup
- Eine Platzierung unter den besten 10

### Juniorenweltmeisterschaften
- Lake Placid 1994: 1. Abfahrt, 14. Super-G, 27. Riesenslalom

### Nor-Am Cup
- Saison 2000/01: 2. Abfahrtswertung
- 10 Podestplätze, davon 4 Siege

| Datum            | Ort                  | Land   | Disziplin |
| ---------------- | -------------------- | ------ | --------- |
| 6. Dezember 1995 | Lake Louise          | Kanada | Abfahrt   |
| 17. Februar 1999 | Apex Mountain Resort | Kanada | Abfahrt   |
| 20. Februar 1999 | Apex Mountain Resort | Kanada | Abfahrt   |
| 1. März 2001     | Whistler             | Kanada | Abfahrt   |

### Europacup
- 2 Siege

| Datum           | Ort         | Land       | Disziplin |
| --------------- | ----------- | ---------- | --------- |
| 30. Januar 1997 | Val-d’Isère | Frankreich | Abfahrt   |
| 20. Januar 1999 | Falcade     | Italien    | Abfahrt   |

### Weitere Erfolge
- Kanadischer Meister in der Abfahrt (1999, 2001)
- Kanadischer Meister im Super-G (2001)
- Kanadischer Vizemeister in der Abfahrt (1996)
- 3 Siege bei FIS-Rennen